# 夹砂陶
夹砂陶，是陶器的一种。

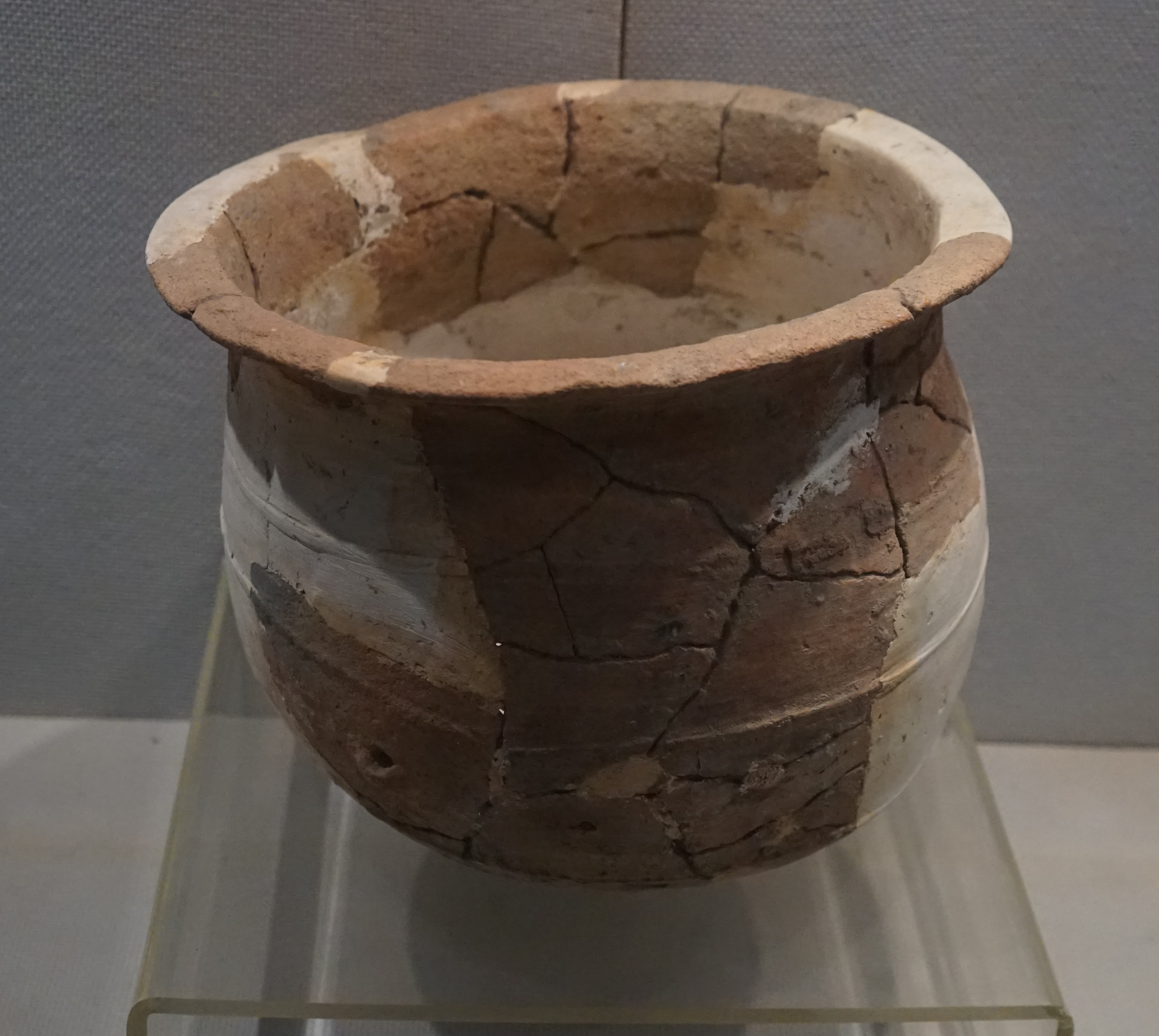

区别于其他泥陶，烧制前夹砂陶的坯体内加入细砂或石屑，可以防止陶器在烧制过程中碎裂。自新石器时代至现代均有烧制。